# Clenbuterol
Clenbuterol is een bronchodilatator. In België en Nederland is het enkel op de markt voor gebruik bij paarden met (ernstige) astma. Het werkt als beta2 sympathicomimeticum.

## Werking
De werking is gelijkaardig aan deze van efedrine, maar het effect is langduriger.
Dit middel zorgt ervoor dat de luchtwegen zich verwijden en het slijm in de luchtwegen verdund wordt. Hierdoor wordt het ook gemakkelijker afgevoerd. Het paard zal hierdoor beter kunnen ademen; de neusuitvloeiing en het hoesten verminderen. Het heeft eveneens een anti-allergische en ontstekingsremmende werking, waardoor het ook van nut is bij paarden met overgevoeligheid voor stof en schimmelsporen. Clenbuterol wordt twee weken voorgeschreven. Hierna vindt downregulatie van de receptoren plaats en vermindert de werking.

## Doping
Clenbuterol wordt ook gebruikt als dopingproduct bij onder meer bodybuilders, zwemmers, wielrenners en voetballers. In dierstudies bleek Clenbuterol namelijk anabolische effecten te hebben. Veelal wordt beweerd dat Clenbuterol geen bewezen effecten bij mensen heeft, of zelfs katabolisch werkt. Klinisch bewijs is echter niet aanwezig. Dit wordt ook bemoeilijkt omdat het een dusdanig zwaar middel is dat medicinaal gebruik in Nederland verboden is. Overigens wordt clenbuterol niet zozeer gebruikt in het bodybuildingcircuit vanwege de anabole werking (daar zijn geschiktere middelen voor), maar vanwege de werking voor wat betreft vetverbranding.
Bovendien is de stof hepatotoxisch.
Bekende sporters werden al betrapt op het gebruik of op de aanwezigheid van Clenbuterol in hun bloed waaronder Alberto Contador in 2010. Het kostte hem zijn Tour de France 2010-titel. In de urine van zijn ploeggenoot Michael Rogers zijn in december 2013 bij een controle sporen van Clenbuterol aangetroffen. In april 2014 werd bekendgemaakt dat vervuild vlees hier vermoedelijk de oorzaak van was en dat Rogers niet geschorst werd.